# Adventuredome
Adventuredome is een 2 ha groot binnenattractiepark, dat vroeger bekendstond onder de naam Grand Slam Canyon. Het attractiepark staat in het hotel en casino Circus Circus in Las Vegas, Nevada, Verenigde Staten. Het park heeft 24 attracties en is door een promenade verbonden met het hotel. Het park bezit onder andere de achtbaan Canyon Blaster, een rots klimwand, 18-hole midgetgolfbaan, arcadehal, clownshow en enkele kermisspellen. Elke oktober, sinds 2003, verandert Adventuredome in ‘’Frightdome’’ als een Halloween gethematiseerd park.
De Adventuredome werd in 1993 geopend op de westelijke parkeerplaats van het hotel. Het staat op een 46 cm dik dek dat zo’n 5 m boven de grond staat. De koepel zelf bestaat uit ongeveer 33.000 m² roze getint en geïsoleerd glas dat over een groen frame ligt. Iedere glasplaat weegt ongeveer 140 kg. Door de kleur van glasplaten en de vorm van de koepel, lijkt de koepel van buitenaf op een soort grote circustent.

## Huidige attracties

### Achtbanen
| Naam           | Opening          | Bouwer         | Omschrijving | Afbeelding |
| -------------- | ---------------- | -------------- | --- | ---------- |
| Canyon Blaster | 23 augustus 1993 | Arrow Dynamics | Grootste indoorachtbaan met dubbele looping en dubbele kurkentrekker. Het is een van de originele parkattracties. |            |
| El Loco        | februari 2014    | S&S Power      | Tweede achtbaan in zijn soort in de Verenigde Staten.                                                             |            |

### Kinderattracties
| Naam         | Opening | Bouwer    | Omschrijving         | Afbeelding |
| ------------ | ------- | --------- | -------------------- | ---------- |
| Frog Hopper  | 2002    | S&S Power | Een junior vrije val |            |
| Thunderbirds | ?       | Zamperla  | Een vliegtuigmolen   |            |

### Familieattracties
| Naam            | Opening                 | Bouwer        | Omschrijving | Afbeelding |
| --------------- | ----------------------- | ------------- | --- | ---------- |
| B.C. Bus        | ?                       | Zamperla      | Een vliegend tapijt in de vorm van een bus. |            |
| Circus Carousel | 1999 Verplaatst in 2003 | Chance Morgan | Een draaimolen van Chance-Morgan die gethematiseerd is met circusdieren. De attractie werd in 1999 geopend, maar werd in 2003 verplaatst om plaats te maken voor Slingshot. |            |
| Drifters        | ?                       | Zamperla      | Een minireuzenrad gethematiseerd met luchtballonnen |            |
| Road Runner     | ?                       | Wisdom Rides  | Een rupsbaan die zowel vooruit als achteruit gaat. |            |

### Grote attracties
| Naam         | Opening | Bouwer   | Omschrijving      | Afbeelding |
| ------------ | ------- | -------- | ----------------- | ---------- |
| Canyon Cars  | ?       | Zamperla | Botsauto’s        |            |
| Sand Pirates | ?       | Zamperla | Een schommelschip |            |

### Premium Rides
| Naam                                                             | Opening                  | Bouwer        | Omschrijving | Afbeelding |
| ---------------------------------------------------------------- | ------------------------ | ------------- | --- | ---------- |
| FX Theatre Featuring SpongeBob SquarePants 4-D                   | 2005 Heropening mei 2013 | SimEx-Iwerks  | SimEx-Iwerks 4D-filmervaring met Spongebob in de hoofdrol. Gebouwd in 2005, werd heropend in 2013.                                                                                               |            |
| FX Theatre Featuring Dora & Diego 4-D Adventure                  | Augustus 2010            | SimEx-Iwerks  | Werd halverwege augustus 2010 toegevoegd ter ere van Dora's 10e verjaardag. In eerste instantie om tijdelijk de Spongebobfilm te vervangen, maar draait tegenwoordig samen met de Spongebobfilm. |            |
| Extreme Ride Theatre Featuring Happy Feet Mumble’s Wild Ride 4-D | ?                        | SimEx-Iwerks  | Een 4D-filmsimulator met Happy Feet in de hoofdrol. |            |
| Slingshot                                                        | 2004                     | Chance Morgan | Een 30 m hoge vrije valattractie die de passagiers met 4G omhoog schiet. |            |
| Chaos                                                            | Maart 2001               | Chance Morgan | Een soort van Enterprise dat ronddraait en waarbij iedere wagentje om zijn eigen as rolt terwijl de attractie omhoog wordt gezet naar een hoek van 70 graden.                                    |            |
| Inverter                                                         | 1999                     | Chance Morgan | Een looping schip waarbij de wagentjes ook nog los van de arm draaien. Gebouwd in 1999. |            |
| Lazer Blast (voormalig Hot Shots Lazer Tag)                      | 23 augustus 1993         | ?             | Een lasergame-attractie die gebouwd is binnenin de berg van het park. Werd tegelijkertijd met het park geopend.                                                                                  |            |
| Disk'O                                                           | 2007                     | Chance Morgan | Een Disk'O, een attractie waarbij passagiers op een schijf ronddraaien terwijl ze heen en weer bewegen over een halfpipe.                                                                        |            |

### Speciale attracties
| Naam             | Opening | Bouwer | Omschrijving                                                      | Afbeelding |
| ---------------- | ------- | ------ | ----------------------------------------------------------------- | ---------- |
| Xtreme Zone      | ?       | ?      | Een rots klimwand                                                 |            |
| Pike's Pass      | ?       | ?      | Een midgetgolfbaan                                                |            |
| Midway Games     | ?       | ?      | Een plek waar je kermisspellen kunt spelen zoals een kamelenrace. |            |
| Arcade           | ?       | ?      | Een spelarcade                                                    |            |
| FREE Clown Shows | ?       | ?      | Een show waarbij je kunt kijken naar de acts van enkele clowns.   |            |
| Highway 66       | ?       | ?      | Een bowlingcentrum                                                |            |

## Verdwenen attracties
| Naam                                  | Opening          | Sluiting        | Bouwer         | Omschrijving |
| ------------------------------------- | ---------------- | --------------- | -------------- | --- |
| Twist N Shout                         | 23 augustus 1993 | ?               | ?              | Een grote waterglijbaan met twee identieke glijbanen. In de plaats van deze attractie kwamen Canyon Cars, Sand Pirates en Midway Games.                        |
| Dino Island 2: Escape from DinoIsland | ?                | ?               | SimEx-Iwerks   | Een Simulator waarin je de laatste dinosaurussen op aarde hoort te redden. Werd vervangen door Happy Feet: Mumble's Wild Ride.                                 |
| Dinosaur exhibits                     | ?                | ?               | ?              | Verschillende animatronic bezichtingen verspreid over het park waaronder een teerput.                                                                          |
| Fossil Dig                            | ?                | ?               | ?              | Een zandbak met daarin dinosaurusbotten verstopt. Dit ging samen met de oorspronkelijke Grand Slam Canyon dinosaurus thema.                                    |
| Cliffhangers                          | ?                | ?               | ?              | Kinderspeeltoestellen. Dit stond eerst bij de feestzalen, is toen verplaatst naar waar eerst Fossil Dig stond en staat nu in een wat beter passende feestzone. |
| Rim Runner                            | 23 augustus 1993 | 3 februari 2013 | Arrow Dynamics | Een Shoot-the-Chutes met een vrije val van 18 m hoog. Het was een van de originele parkattracties. De attractie is vervangen door de achtbaan El Loco.         |
| Miner Mike                            | 1994             | 2019            | Wisdom Rides   | Een kleine kinderachtbaan. |